# Монтенелеоне ди Сполето
Монтенелеоне ди Сполето (итал. Monteleone di Spoleto) је насеље у Италији у округу Перуђа, региону Умбрија.
Према процени из 2011. у насељу је живело 275 становника. Насеље се налази на надморској висини од 944 м.

## Становништво
Према резултатима пописа становништва 2011. у општини је живело 626 становника.
| 1931. | 1936. | 1951. | 1961. | 1971. | 1981. | 1991. | 2001. | 2011. |
| ----- | ----- | ----- | ----- | ----- | ----- | ----- | ----- | ----- |
| 1.842 | 1.358 | 1.346 | 1.104 | 836   | 684   | 663   | 681   | 626   |